# Lamiya Aji Bashar

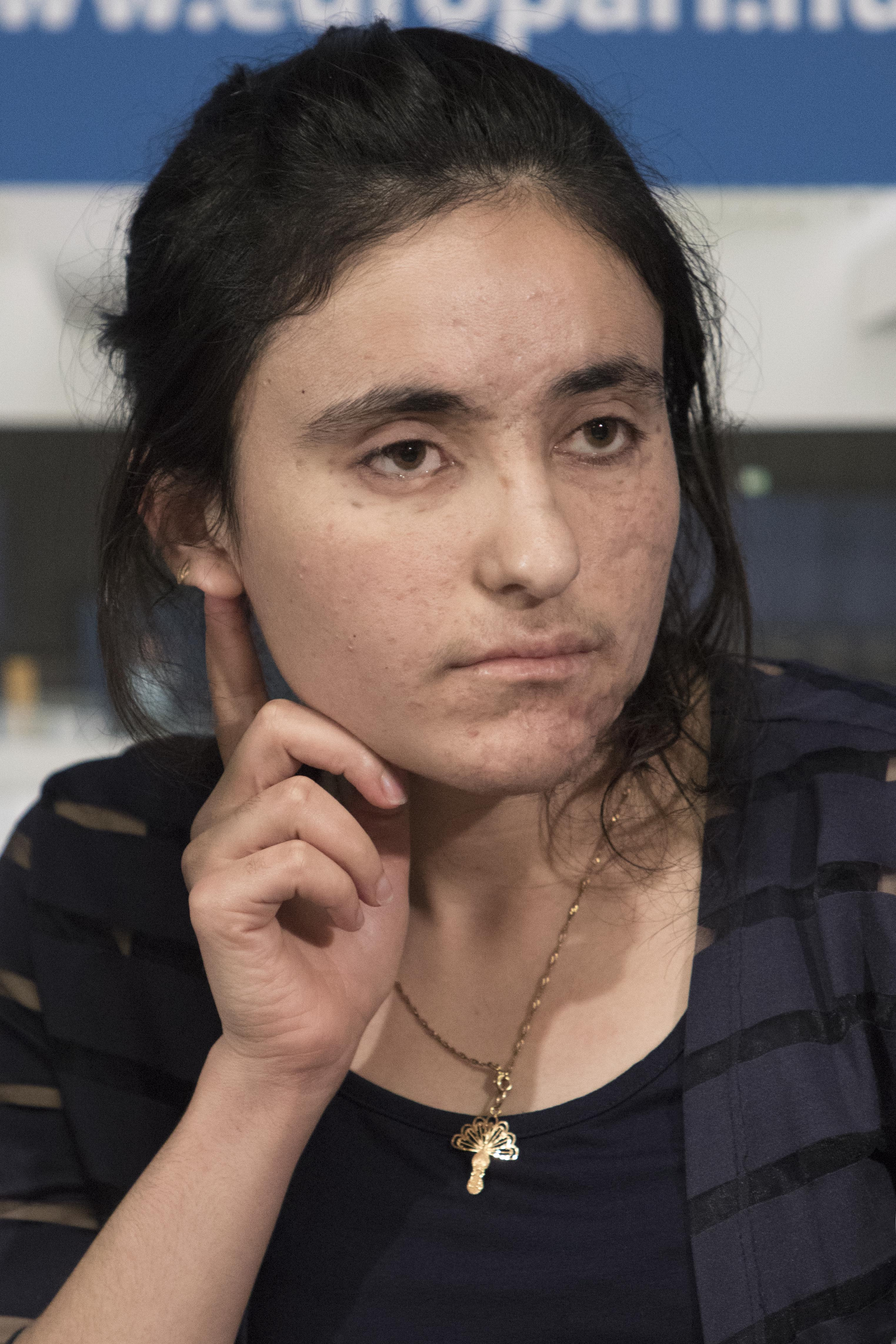
Lamiya Aji Bashar (2017)

Lamiya Aji Bashar (arabisch لمياء حجي بشار, DMG Lāmīa Ḥāǧī Bāšār, kurmandschi Lamîa Hacî Beşar, geboren um 1998 in Kocho bei Sindschar, Irak) ist eine irakisch-jesidische Menschenrechtsaktivistin. Sie wurde mit dem Sacharow-Preis 2016 ausgezeichnet.
2014 berichtete Amnesty International von ethnischen Säuberungen im Nordirak durch die Terrormiliz Islamischer Staat (IS). Kocho, der Geburtsort von Lamiya Aji Bashar, war von den Übergriffen stark betroffen. Eine große Zahl der männlichen Bewohner wurde im August 2014 aufgegriffen, abtransportiert und erschossen. IS-Kämpfer entführten mehrere Frauen, unter ihnen die damals etwa 16 Jahre alte Lamiya Aji Bashar und Nadia Murad. Die Frauen wurden von dem IS misshandelt, sexuell missbraucht, geschlagen, versklavt und mehrmals verkauft. Lamiya Aji Bashar wurde auch gezwungen, Sprengstoffwesten herzustellen.
Unterstützt von ihrer Familie, die lokale Schmuggler beauftragte und bezahlte, entkam sie gemeinsam mit zwei anderen jungen Frauen im April 2016. Eine der Frauen trat auf eine Landmine, wodurch Lamiya Aji Bashar fast völlig ihr Augenlicht verlor. Ihre beiden Begleiterinnen wurden getötet.
Später gelangte sie nach Deutschland, wo sie ein Visum zur medizinischen Behandlung in Baden-Württemberg erhielt. Seither setzt sich Lamiya Aji Bashar gemeinsam mit Nadia Murad für die etwa 3000 jesidischen Frauen ein, die sich noch immer in der Gewalt des IS befinden. Lamiya Aji Bashar lebt an einem geheim gehaltenen Ort im Süden Deutschlands.
Am 27. Oktober 2016 wurde beiden Frauen der Sacharow-Preis zuerkannt, der ihnen am 13. Dezember 2016 verliehen wurde.

## Name
Der arabische Name wurde, insbesondere am Anfang, von den Medien oft anders transkribiert. Folgende Schreibweisen kursieren:
- Lamiya: Lamija
- Aji: Adschi, Adzi, Haji
- Bashar: Baschar, Bachar

## Nachweise
1. ↑  Sakharov prize. Yazidi women win EU freedom prize. BBC News, 27. Oktober 2016, abgerufen am 27. Oktober 2016 (englisch).
2. ↑  Erschütternde Beweise für ethnische Säuberungen im Nordirak durch IS. amnesty.de, 2. September 2014. Abgerufen am 27. Oktober 2016.
3. 1 2  Saeed Kamali Dehghan, Emma Graham-Harrison: Yazidi women who escaped from Isis win EU human rights prize. In: The Guardian. 27. Oktober 2016, abgerufen am 27. Oktober 2016 (englisch).
4. 1 2 3  Nadia Murad and Lamiya Aji Bashar winners of 2016 Sakharov Prize. European Parliament, 27. Oktober 2016, abgerufen am 27. Oktober 2016 (englisch).
5. ↑  Lamiya (19) ble holdt som sexslave – klarte å rømme fra IS på femte forsøk. NRK, 18. Mai 2016.
6. ↑  Große Ehre für zwei Jesidinnen. swr.de, 27. Oktober 2016.
7. ↑  Sie kämpfen für die Zurückgelassenen. tagesschau.de, 27. Oktober 2016.
8. ↑  Solmaz Khorsand: "Ihr könnt uns nicht vernichten". Abgerufen am 4. Januar 2019.
9. ↑  Sacharow-Preis für Jesidinnen, die sich dem IS widersetzen Kleine Zeitung, 27. Oktober 2016
10. ↑  Ich wollte flüchten oder sterben. In: SOSMitmensch.at. Abgerufen am 4. Januar 2019.
11. ↑  Sacharow-Preis für Jesidinnen: Mutige Stimme wider den Terror. In: tagesschau.de, 13. Dezember 2016. Abgerufen am 13. Dezember 2016.
12. ↑  Nadia Murad und Lamiya Aji Bashar mit Sacharow-Preis geehrt | Aktuelles | Europäisches Parlament. 13. Dezember 2016, abgerufen am 4. Januar 2019.

| Personendaten    | Personendaten                                |
| ---------------- | -------------------------------------------- |
| NAME             | Bashar, Lamiya Aji                           |
| KURZBESCHREIBUNG | irakisch-jesidische Menschenrechtsaktivistin |
| GEBURTSDATUM     | um 1998                                      |
| GEBURTSORT       | Kocho bei Sindschar, Irak                    |